# George Wittet
George Wittet (Blair Atholl, 26 novembre 1878 – Mumbai, 1926) è stato un architetto scozzese.
Lavorò ad Edimburgo e a York, prima di trasferirsi in India nel 1904. Progettò molti palazzi di Mumbai, tra cui il Portale dell'India.
| Controllo di autorità | VIAF (EN) 96593793 · ISNI (EN) 0000 0000 7015 7696 · ULAN (EN) 500123585 · LCCN (EN) no2015059182 |